# Призренско-тимочки дијалекат
Призренско-тимочки дијалекат, познат и као призренско-тимочка дијалектска група или торлачки дијалекати, скуп је дијалекта јужнословенске староштокавске групе, којим се говори на простору од Призрена на југу до реке Тимок на северу. Говорници ових дијалекта углавном живе на територији Србије, Бугарске и Северне Македоније. Торлачки дијалекти се налазе на Унесковом атласу угрожених језика.
Његова источна граница је, почев од Зајечара, приближно граница са Бугарском (тачније, линија Белоградчик — околина Берковице — Годеч — Сливница — Перник — Радомир — Босилеград и околина Ћустендила), до линије Крива Паланка — Кратово — Свети Никола — Скопска Црна гора и Тетово, на североистоку Валчедрм и околина, а западна — од границе са Албанијом, преко Дечана и Вучитрна до Сталаћа.
Бугарсли лингвисти торлачке или прелазне говоре, како их још називају, сматрају делом западних бугарских говора.
Македонски лингвисти торлачке говоре на простору Северне Македоније називају северним говорима македонског језика. То је појас од Шар планине, Доњег Полога, Скопске Црне горе у северозападном делу и североисточком делу Жеглигово, Славиште, кривопаланачки, кратовски крај, Злетово, Овче поље и Которлак.
Поједини лингвисти говоре Карашевака Хрвата у Румунији сматрају делом торлачких говора.

## Подела
Према Павлу Ивићу, подручје Призренско-тимочких дијалеката у Србији се дели на три дијалекатске целине:
- Призренско-јужноморавски,
- Сврљишко-заплањски и
- Тимочко-лужнички дијалекат.

## Нагласак
Постоји један нагласак, налик краткосилазном, који може бити на било ком слогу у речи. Нагласак није променио положај у речи у односу на старосрпски. Положај нагласка је сличан оном у косовско-ресавском дијалекту, као и свим староштокавским дијалектима.

## Падежни систем
Падежни систем је аналитички — у синтетичком облику постоји номинатив, акузатив и вокатив, где је акузатив, уз предлог, преузео улогу коју у стандардном језику има већина других падежа (дошъл са снају — дошао са снахом, разговара од дете — разговара о детету).
Преглед падежа по изворима из 1903. године:
1. У првом падежу стоји предмет: Ја говорим. — Ти писуеш (пишеш). — Он спие (спава). — Ми појемо (певамо). — Ви обедуете.
2. Другим падежом казује се присвајање и припадање:
Ова је кућа на мојега брата.
Ја стадо куде (код) врата, а искочи на нашег Петра мајка. (у неким крајевима — нашему Петру мајка)
Од овуја девојку брат и од њојног оца сестра одоше на жетву. (у неким крајевима — Ове девојке брат и њојном оцу сестра отоше на жетву.)
Дај на то дете леба да не плаче.
3. Трећи падеж иде са свим предлозима: У наше село има свакави луђи, с'с неки живујем, с'с неки с'м у омражу. — Куд мојега брата у бачу (башту) славуји појев (славуји певају). — Јутредан (сутрадан) дојде Милева у нашу кућу а по њума (за њом) идеше њојна ћерка.
4. У четвртом падежу стоји предмет: Куј си нема оно што му треба, мора да си набави.
5. Пети падеж се користи за дозивање! — Мој девере, грано од босиљак! — Мој синко! — Мајке моја!

Облика других падежа нема.

## Гласови
Овај дијалекат је карактеристичан по великој сличности са старосрпским, старословенским, односно прасловенским језиком у погледу гласова, јер је задржао велики део гласова које су у другим дијалектима изгубљене. Чува се стари полугласник, који је у свим другим дијалектима промењен у -а (дън — дан, тънък — танак). Самогласно л (упореди стандардни језик — самогласно р) је у неким деловима дијалекта задржано (плн — пун, длг — дуг, слнце — сунце, слза — суза), док је у другим деловима прешло у -лу (плун, длуг, слунце, слуза). Сугласници ћ и ђ у овом дијалекту често прелазе у ч и џ: свећа — свеча, међа — меџа.

## Глаголски облици
Постоје сви глаголски облици као у стандардном језику, али се разликују у творби и положају нагласка. Футур се гради помоћу ћу/ће + презент. На крају мушког рода глаголског придева радног задржано је првобитно л (казал, работил), али је у неким деловима замењено са -ја (казаја). Аорист се много чешће користи него имперфекат.

## Остало

### Губитак гласах
Сугласника х нема (грехота — греота; хлеб — леб; страх — стра (Стра лојзе чува.); механа — меана; махала — ма'ала — мала (Из коју си малу?). Тамо где се без х губи смисао речи, х прелази у к — плех — плек.
У аористу првог лица једнине се уместо х на крају речи наглашава самогласник — Виде ли? — Видо’. Чу ли ме ти ја што ти зборим? — Чу’. Тури ли кафу? — Тури’. Написа ли домаћи? — Написа’. Уработи ли све? — Уработи’.

### Заменицаси
Честа употреба повратне заменице „си”:
Идем си дома. Ћути си. Спремише си једење и једоше си. Одоше си гости. Глеј си работу (гледај своја посла).

### Типичноги, га, гу
Једна од најупадљивијих карактеристика овог дијалекта су заменице за треће лице које у већини случајева почињу са г; уместо облика „њој” или „јој” користи се „гу”: Да јој дам — да гу дадем; „њих” или „их” је „ги”: Ете ги па — ето их опет. Дај ги да једев — дај им да једу. Али, „њима”, „њих” постају „њи”, у многим случајевима: Иди с њи — иди с њима; Дај то њима — дај тој на њи (дај ги). Био сам са њима — бија сам с’с њи.

### Ћу/ћена почетку
Реченице у футуру почињу са ће, односно ћу:
Ће дојдем вечерас. — Доћи ћу вечерас. Ће ти дам, њекња. — Даћу ти, мало сутра. (њекња значи пре неки дан).
Ће дојдеш јутре? — Хоћеш ли доћи сутра?

### Кво/што
У неким крајевима се уместо упитне речце шта користи речица какво или кво, а негде и ко(ј)е (са акцентом на крају речи).
Какво/Кво/Које работиш? — Шта радиш?
Какво/Кво си работил? — Шта си радио? (у неким крајевима је работио уместо работил; Јужније се каже работија (Лесковац, Врање).
У Врању се кво и какво не користе, већ облик што:
Што си ги там причаја за мене?
Што искаш? Што ти неје јасно? (Шта ти није јасно?)

### Самогласнол
Дијалекат је на много места сачувао старо самогласно , које, као и самогласно  може без самогласника чинити слог. Ова особина се сачувала само још у чешком и словачком. У стандардном српском, хрватском и бошњачком, самогласно  је постало  или . У бугарском, пре оваквог /л/ је обично полугласник ъ. Нису сви торлачки поддијалекти сачували ову особину у потпуности, већ се она на неким местима и мења у , , [] или .
| Призренско- тимочки дијалекат | Крашовани                   | влк  | пек'л | с'лза | жлт  |
| Призренско- тимочки дијалекат | Северни (Сврљиг)            | вук  | пекал | суза  | жл'т |
| Призренско- тимочки дијалекат | Централни (Лужница)         | вук  | пек'л | сл'за | жл'т |
| Призренско- тимочки дијалекат | Јужни (Врање)               | в'лк | пекал | солза | ж'лт |
| Призренско- тимочки дијалекат | Западни (Призрен)           | вук  | пекл  | слуза | жлт  |
| Призренско- тимочки дијалекат | Источни (Трн, Брезник)      | вук  | пекл  | слза  | жлт  |
| Призренско- тимочки дијалекат | Североисточни (Белоградчик) | влк  | пекл  | слза  | жлт  |
| Призренско- тимочки дијалекат | Југоисточни (Куманово)      | вук  | пекъл | слъза | жут  |
| Стандардни српски             | Стандардни српски           | вук  | пекао | суза  | жут  |
| Стандардни бугарски           | Стандардни бугарски         | вълк | пекъл | сълза | жълт |
| Стандардни македонски         | Стандардни македонски       | волк | пекол | солза | жолт |

## Дијалекат и друштвене прилике
Друштвене прилике изразито не погодују овом говору. Како се он највише разликује у односу на стандардни језик, највише и трпи. Са спољних страна (телевизије), долазе поруке како је то језик који није способан да служи комуникацији међу другим становницима Србије, или како је искључиво језик простака. Типичан пример за то су популарне серије у којима су људи са овим дијалектом предмет спрдње и исмевања (Тихомир Стојковић, Ђорђе Стојковић Ђоша/Породично благо). Заборавља се допринос српској књижевности који су дали Борисав Станковић и Стеван Сремац пишући на овом дијалекту. Међутим, иако говорници овог дијалекта у званичним приликама или у разговору са становницима осталих крајева Србије претежно говоре стандардним језиком (у зависности од образовања и познавања стандарда), у градовима као што су Ниш, Врање, Лесковац и Пирот а нарочито у мањим местима, у свакодневном говору готово искључиво се говори дијалектом.